# THeMIS
De THeMIS (Tracked Hybrid Modular Infantry System) is een onbemand rupsvoertuig dat is ontworpen voor militaire doeleinden, en wordt gebouwd door het bedrijf Milrem Robotics in Estland. Het voertuig is ontworpen om ontplooide grondtroepen te ondersteunen door te dienen als transport-, verkennings-, of explosievendetectieplatform, of als platform voor een op afstand bestuurbaar wapenstation. Sinds 2019 beschikt de Nederlandse Landmacht over meerdere THeMIS-voertuigen.

## THeMIS in Nederland
De THeMIS-voertuigen zijn verworven door de Robotica & Autonome Systemen (RAS)-cel. Deze eenheid is organiek is ondergebracht bij 13 Lichte Brigade, maar bedient het gehele Commando Landstrijdkrachten (CLAS) van expertise op het gebied van RAS. Daarnaast is er een operationeel RAS-peloton opgericht binnen 42 Pantserinfanteriebataljon Regiment Limburgse Jagers dat in samenwerking met de RAS-cel en de industrie operationele inzet ontwikkelt.
In mei 2019 ontving de landmacht de eerste twee THeMIS-voertuigen. Deze levering bestond uit twee THeMIS Cargo-voertuigen; een variant die is geoptimaliseerd voor het transport van allerhande ladingen, zoals de bepakking en/of zware uitrusting van individuele militairen.
In september 2020 maakte de fabrikant Milrem bekend dat de Nederlandse krijgsmacht in samenwerking met de Estse krijgsmacht nog eens zeven THeMIS-voertuigen zou aanschaffen, waarvan vier voor Nederland en drie voor Estland. Deze aanschaf betrof vier voertuigen van de Combat-variant, welke zijn uitgerust met een op afstand bestuurbaar wapenstation (remote controlled weapon station, RCWS).

## Technische specificaties
De THeMIS wordt voortgedreven door een elektromotor in combinatie met een dieselaggregaat, de topsnelheid bedraagt 20 km/u. In de hybride-modus heeft de THeMIS een accuduur van 12 tot 15 uur, in de elektrisch modus ligt de accuduur tussen een half- anderhalf uur. Het voertuig heeft een lengte van 240 centimeter, een breedte van 200 centimeter en een hoogte van 115 centimeter. Het gewicht van de THeMIS bedraagt 1630 kilogram, het maximale laadvermogen is 1200 kilogram.

## Varianten
De THeMIS wordt geproduceerd in vier hoofdvarianten, de Cargo-, Combat-, Observe- en EOD-varianten. De eerste drie van deze hoofdvarianten hebben bovendien meerdere subvarianten. Hieronder volgt een overzicht:
- Cargo: variant die is geoptimaliseerd voor het transport van allerhande ladingen om de belasting van de individuele militair te verlichten
  - THeMIS Cargo: basisvariant
  - THeMIS Cargo Mortar Carrier: voorzien van aanpassingen om te dienen als mortierplatform, tot 81mm. Hiervoor is de variant uitgerust met een aangepaste ophanging.
  - THeMIS Cargo CASEVAC: geoptimaliseerd voor gewondenafvoer, kan hiervoor worden voorzien van één of meerdere stretchers.
- Combat: variant die dient als platform voor verschillende typen wapenstations.
  - THeMIS Combat Support: dient ter ondersteuning van infanterie of speciale eenheden in hoog-risico omgevingen. Uitgerust met een stretcher, versterkte bumper, extra opslagmogelijkheden. Kan eveneens worden voorzien van een op afstand bestuurbaar wapenstation.
  - THeMIS Combat ADDER DM: uitgerust met het ADDER DM wapenstation van Singapore Engineering Land Systems.
  - THeMIS Combat PROTECTOR RWS: uitgerust met het PROTECTOR wapenstation van Kongsberg.
  - THeMIS Combat deFNder® Medium: uitgerust met het deFNder® Medium wapenstation van FN Herstal. De Nederlandse Cargo-variant kan worden voorzien van dit wapenstation in combinatie met een M2 Browning-machinegeweer.
  - THeMIS Combat R400S-MK2-D-HD: uitgerust met het R400S-MK2-D-HD wapenstation van EOS. Nederland beschikt over vier van deze voertuigen die kunnen worden uitgerust met een 30mm-M230LF snelvuurkanon of Heckler & Koch AGW automatische granaatwerper.
  - THeMIS Combat GUARDIAN 2.0: uitgerust met het GUARDIAN 2.0 wapenstation van Escribano Mechanical & Engineering.
  - THeMIS Combat Hero-120: uitgerust met het Hero-120 systeem van UVision, die voorziet in zes to loitering munition-systemen die in staat zijn om inlichtingen te verzamelen of doelen uit te schakelen.
- Observe
  - THeMIS Observe KX-4 LE Titan: dient als platform voor de KX-4 LE (Long Endurance) Titan UAV van Threod Systems, geoptimaliseerd voor observatie-, reddings- en handhavingstaken.
  - THeMIS Observe Shark: voorzien van het contra-UAV systeem Marduk Shark dat onbemande vliegtuigen kan bestrijden. Hiervoor is de Shark voorzien van sensoren, radar, radiofrequentie-detector, jammer en laser.
- EOD
  - THeMIS with GroundEye: explosievenopruimingsplatform dat is ontwikkeld in samenwerking met Raytheon UK.

## Gebruikers
- Australië
- Estland
- Duitsland
- Frankrijk
- Indonesië
- Nederland
- Noorwegen
- Verenigd Koninkrijk
- Verenigde Staten